# دومينيكا بانيفيتش
دومينيكا بانيفيتش (بالبولندية: Dominika Baniewicz؛ من مواليد 8 يونيو 2007) والمعروفة أيضًا باسم B-Girl Nicka، هي راقصة بريك دانس ليتوانية من أصل بولندي فازت بلقب بطولة أوروبا 2023. مثلت بانيفيتش ليتوانيا في الرقص الاستعراضي في الألعاب الأولمبية الصيفية 2024 في باريس، وفاز بالميدالية الفضية. عند عودته إلى ليتوانيا قدم تشيسلاف أوكينتشيتش الرئيس السابق لاتحاد الغولف الليتواني، لدومينيكا سيارة كهربائية جديدة نيابة عن مجتمع الجولف وأهالي فيلنيوس.